# Tony McConnell
Tony McConnell (2 de octubre de 1939) es un deportista británico que compitió en judo. Ganó una medalla de bronce en el Campeonato Europeo de Judo de 1964 en la categoría de +80 kg amateur.

## Palmarés internacional
| Campeonato Europeo | Campeonato Europeo    | Campeonato Europeo | Campeonato Europeo |
| Año                | Lugar                 | Medalla            | Categoría          |
| ------------------ | --------------------- | ------------------ | ------------------ |
| 1964               | Berlín Oriental (RDA) | Medalla de bronce  | +80 kg (A)         |